# Pierre et Marie Curie (metropolitana di Parigi)
Pierre et Marie Curie è una stazione della Metropolitana di Parigi sulla linea 7, sita nel comune d'Ivry-sur-Seine.

## La stazione
La stazione venne aperta nel 1946 e prese in nome di Pierre Curie e a sua moglie Marie. Dopo la riapertura al pubblico del 31 gennaio 2007, la stazione ha cambiato nome in Pierre et Marie Curie, cambiamento ufficializzato l'8 marzo 2007 in occasione del Giornata internazionale della donna. Essa è una delle sole tre stazioni della Metropolitana di Parigi a portare il nome di una donna, dopo Barbès - Rochechouart e Louise Michel (senza tenere conto delle sante).

## Interconnessioni
- Bus RATP - 125